# Comin’ Out Fighting
Comin’ Out Fighting (рус. «Идущий с битвы») — пятый студийный альбом немецкой хэви-метал группы Sinner. Выпущен в октябре 1986 года на лейбле Noise Records.
Запись данного альбома ознаменовалась для коллектива рядом существеных изменений — группу покинули оба гитариста (Хельмо Стоунер и Герман Франк), а на их место были взяты Герхард Шлейфер и Маттиас Дит соответственно. Ещё одним важным событием стало приглашение в качестве сессионного клавишника известного британского музыканта Дона Эйри, ранее известного по работе с Rainbow, Black Sabbath и др. Помимо этого, продюсировать пластинку взялся Крис Цангаридис, ранее работавший с Judas Priest, Tygers of Pan Tang, Girlschool и др. артистами.

## Список композиций и перевод их названий
| №                   | Название                                                 | Автор(ы)                       | Длительность |
| ------------------- | -------------------------------------------------------- | ------------------------------ | ------------ |
| 1.                  | «Hypnotized (рус. Загипнотизированный)»                  | Мэт Синнер, Герхард Шлейфер    | 4:31         |
| 2.                  | «Faster Than Light (рус. Быстрее света)»                 | Мэт Синнер                     | 3:37         |
| 3.                  | «Comin' Out Fighting (рус. Идущий с битвы)»              | Мэт Синнер, Берни ван дер Граф | 3:40         |
| 4.                  | «Age of Rock (рус. Век рока)»                            | Мэт Синнер, Берни ван дер Граф | 3:51         |
| 5.                  | «Rebel Yell (кавер на Билли Айдола) (рус. Крик бунтаря)» | Билли Айдол, Стив Стивенс      | 3:25         |
| 6.                  | «Lost in a Minute (рус. Потерянная минута)»              | Мэт Синнер                     | 4:02         |
| 7.                  | «Don't Tell Me (That the Love Has Gone) (рус. )»         | Мэт Синнер, Герхард Шлейфер    | 3:15         |
| 8.                  | «Germany Rocks (рус. Немецкий рок)»                      | Мэт Синнер                     | 3:00         |
| 9.                  | «Playing with Fire (рус. Играя с огнём)»                 | Мэт Синнер                     | 2:59         |
| 10.                 | «Madhouse (рус. Сумасшедший дом)»                        | Мэт Синнер                     | 2:58         |
| Общая длительность: | Общая длительность:                                      | Общая длительность:            | 38:33        |

## Участники записи
- Мэт Синнер — вокал, бас-гитара;
- Герхард Шлейфер — электрогитара;
- Матиас Дит — электрогитара;
- Берни ван дер Граф — ударные.

Приглашенные музыканты
- Дон Эйри — клавишные;
- Крис Цангаридис — продюсер;
- Вернер Павлок — фотограф.

## Издания
В Японии этот альбом был выпущен вместе со следующим альбомом группы — Dangerous Charm 1987 года выпуска.